# Берген-ан-Зе
Берген-ан-Зе (нід. Bergen aan Zee) — село в нідерландській провінції Північна Голландія на узбережжі Північного моря. Входить до муніципалітету Берген.
Його площа становить 1,45 км², а населення станом на 2021 рік складало 335 осіб.
Перша згадка про населений пункт датується 1848 роком.

## Галерея

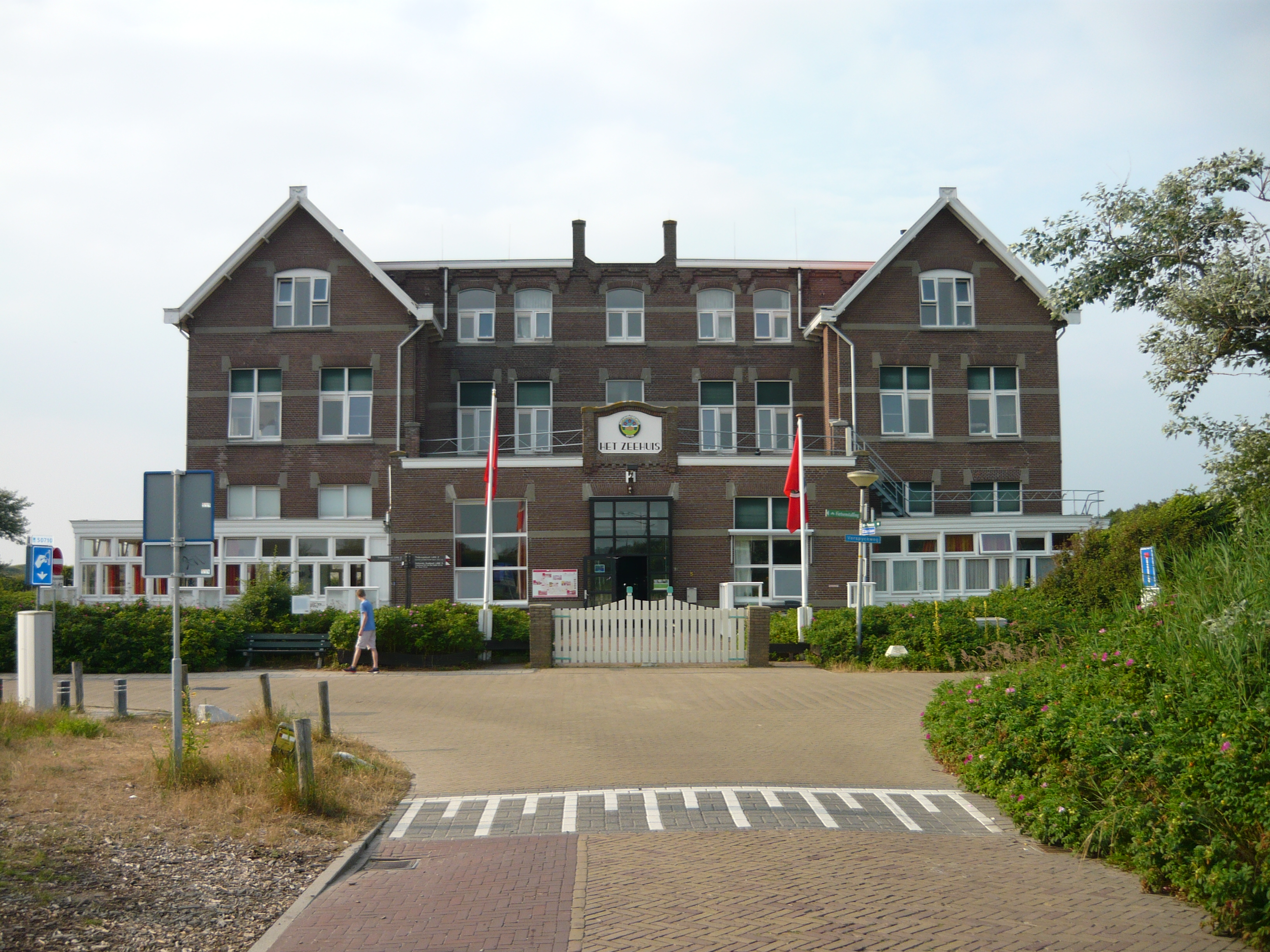
Будівля колишнього дитячого санаторія
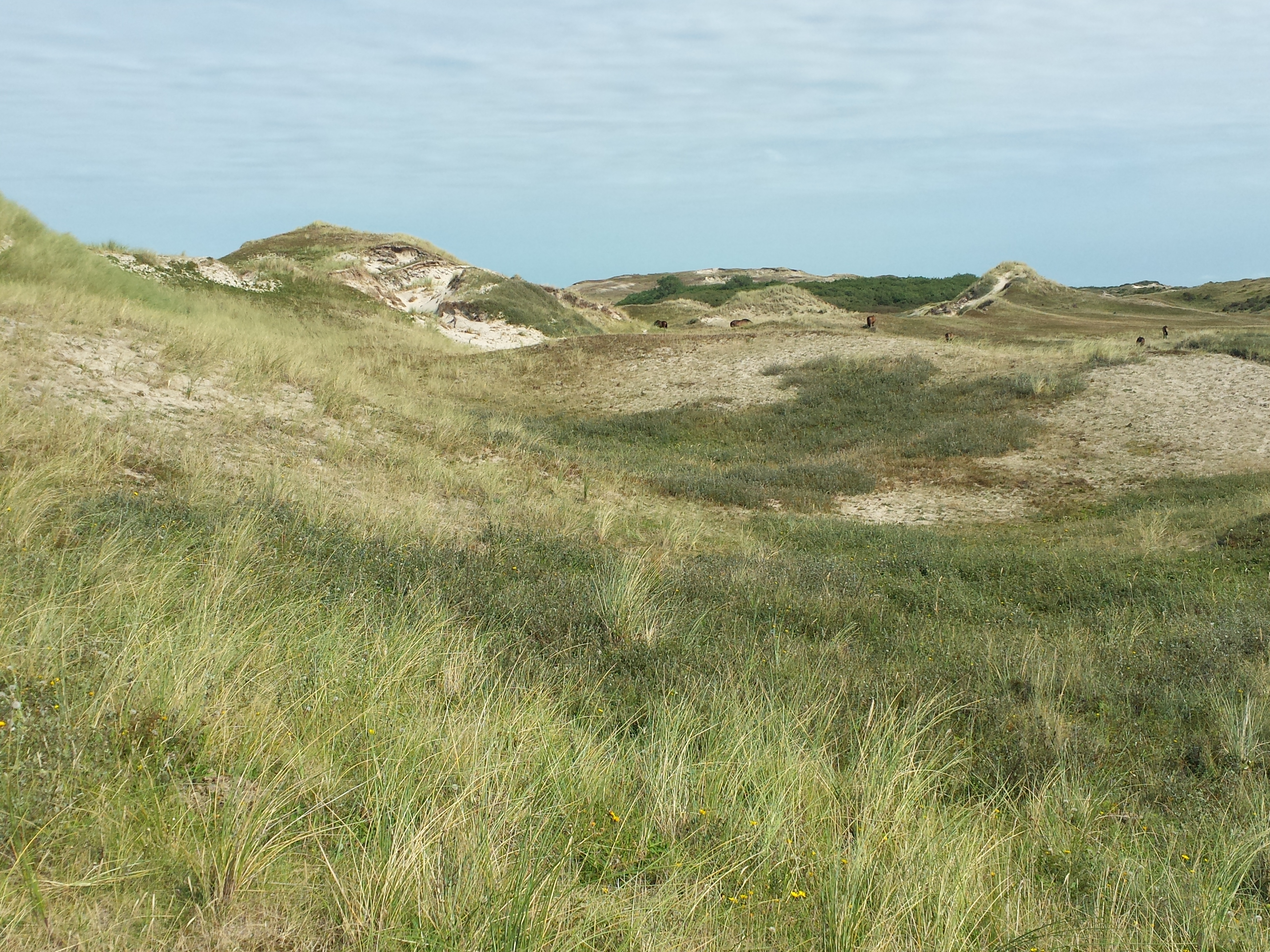
Дюни
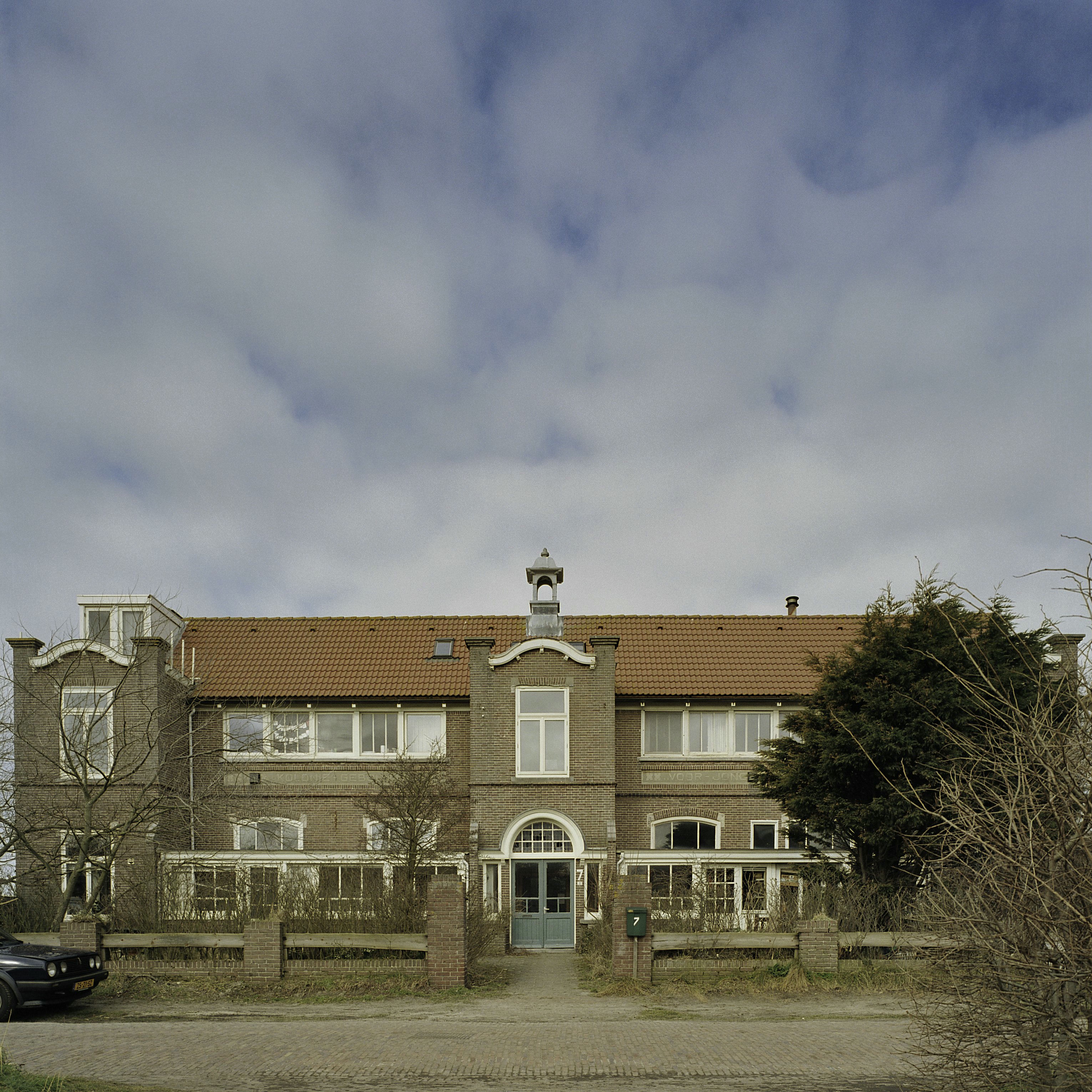
Адміністративна будівля
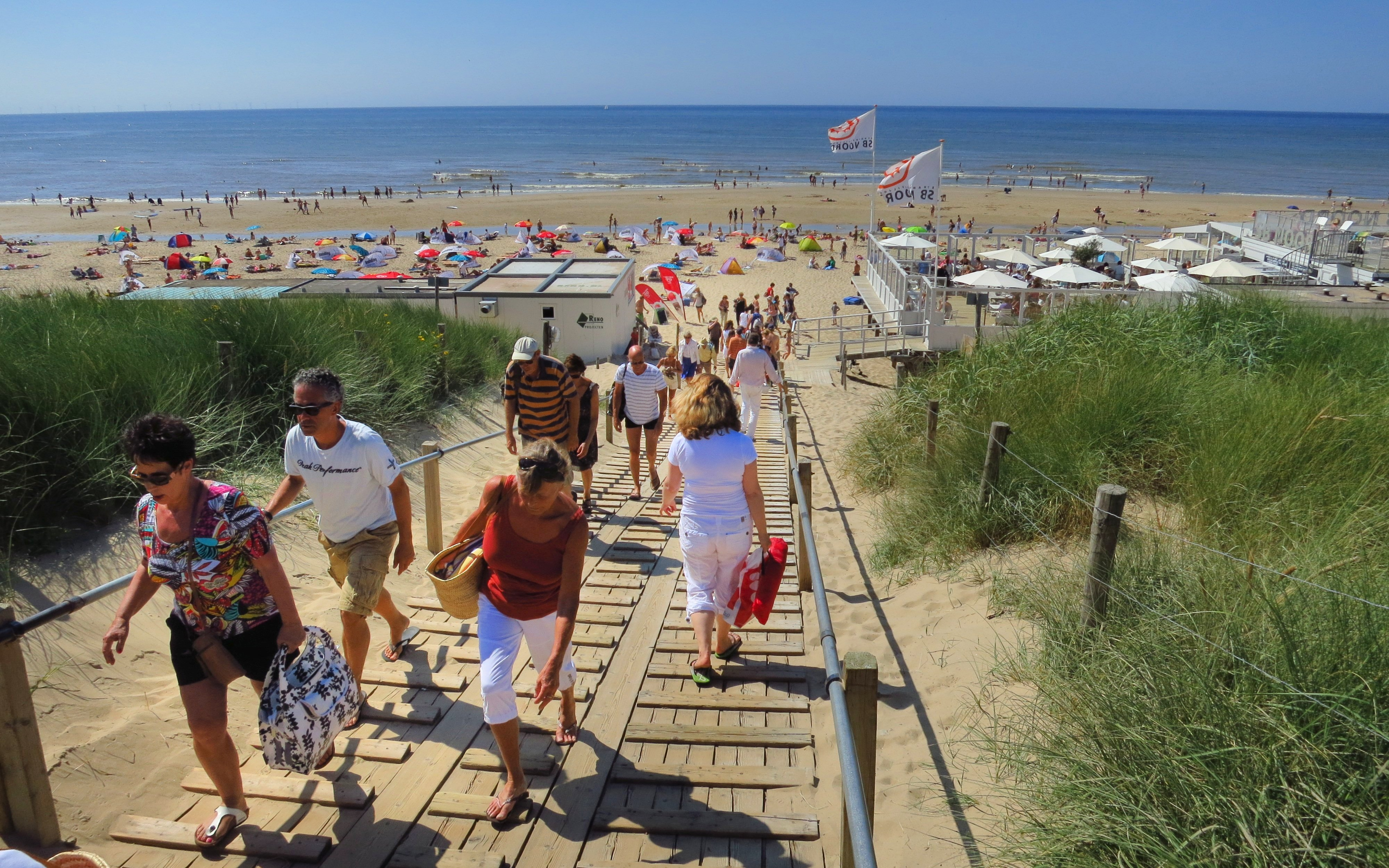
Пляж у селі